# Danny Willett
Daniel John Willett (3 de octubre de 1987) es un jugador inglés profesional de golf que juega en el Tour europeo. En abril de 2016, gana su primer Major, el Masters de Augusta, convirtiéndose en el segundo inglés en conseguir la hazaña, por detrás de Nick Faldo, y el primer europeo desde 1999 (José María Olazábal) en ganar en el Augusta Nacional. Lo hizo tras soberbia remontada en la última jornada, cuando Jordan Spieth marchaba en cabeza, para acabar imponiéndose con -5, 3 golpes por delante del estadounidense, que como último ganador del Másteres, fue quien le impuso la chaqueta verde en la ceremonia de trofeos una vez hubo finalizado el torneo.

## Primeros años
Willett Nació en Sheffield, Yorkshire, uno de cuatro hermanos. Su padre, Steve, era pastor de una iglesia, y su madre, Elisabeth, profesora de matemáticas. Willett jugaba al golf en un campo donde pacían ovejas; entrevistado por The Daily Telegraph en 2016, dijo: "Solíamos ir a Anglesey para jugar un par de hoyos en el medio de un campo de ovejas".

## Carrera amateur
Siendo amateur, ganó el Campeonato Amateur de Inglaterra en 2007 y disputó la Walker Cup en el Royal County Down. En marzo de 2008 se convirtió en el número 1 del ranking amateur.
Asimismo, Willett jugó dos años en la Universidad Estatal de Jacksonville (JSU) de EE. UU. Durante su paso por la JSU, fue nombrado en 2006 novato del año por la Ohio Valley Conference (OVC) y consiguió medalla de ganador en el OVC Championship de 2007. Fue también elegido para el primer equipo del All-Tournament en el OVC ambas temporadas.